# W ciemności schodzi moja dusza (cykl)
W ciemności schodzi moja dusza – cykl Jana Kasprowicza, opublikowany w 1912. Składa się z jedenastu części: Wierzyłem zawsze w światła moc, W ciemności schodzi moja dusza, Zazdroszczę nieraz tym, co w grobach leżą, O niezgłębiona duszy toni, Z głębin przestworu, z ciemnych chmur, Ach! nieraz mi się zdaje, Życia ogromne morze grzmi przedemną, Byłeś mi dawniej bożyszczem, o tłumie!, Modlitwo moja, cicha i bez słów, Tęsknię ku tobie, o szumiący lesie! i Bolu szemrzący zdrój. Wiersze są zróżnicowane pod względem formalnym, wersyfikacyjnym. Poeta posługuje się techniką sylabotoniczną, stosując metrum jambiczne.  Ostatni utwór z cyklu jest napisany jambicznym sześciostopowcem (aleksandrynem) z męską średniówką:
Bolu szemrzący zdrój i cichej melancholii
Łagodny poszum ten czemu mi płynie z duszy?
Czy stąd, że życia znój zaciężył na mej woli,
Czuwanie zmienia w sen w bezgwarnej pragnień głuszy?
Zdaniem Małgorzaty Mikołajczak cykl Kasprowicza wyznacza początek polskiego symbolizmu.